# Colonia Benito Juárez, Acatlán
Colonia Benito Juárez är en ort i Mexiko.   Den ligger i kommunen Acatlán och delstaten Hidalgo, i den sydöstra delen av landet, 110 km nordost om huvudstaden Mexico City. Colonia Benito Juárez ligger 2 169 meter över havet och antalet invånare är 572.
Terrängen runt Colonia Benito Juárez är platt åt nordost, men åt sydväst är den kuperad. Runt Colonia Benito Juárez är det tätbefolkat, med 476 invånare per kvadratkilometer. Närmaste större samhälle är Tulancingo, 10,8 km sydost om Colonia Benito Juárez. Omgivningarna runt Colonia Benito Juárez är en mosaik av jordbruksmark och naturlig växtlighet.